# Elezioni comunali in Lombardia del 2022
Le elezioni comunali in Lombardia del 2022 si sono tenute il 12 giugno (con ballottaggio il 26 giugno).

## Provincia di Brescia

### Darfo Boario Terme
| Candidati            | Candidati                            | II turno                 | II turno                 | I turno | I turno | Liste                                           | Voti  | %     | Seggi |
| Candidati            | Candidati                            | Voti                     | %                        | Voti    | %       | Liste                                           | Voti  | %     | Seggi |
| -------------------- | ------------------------------------ | ------------------------ | ------------------------ | ------- | ------- | ----------------------------------------------- | ----- | ----- | ----- |
|                      | Dario Colossi Accede al ballottaggio | 4 018                    | 65,64                    | 2 818   | 39,26   | Progetto Vero                                   | 2 764 | 39,39 | 10    |
|                      | Paola Abondio Accede al ballottaggio | 2 103                    | 34,36                    | 2 149   | 29,94   | La Civica Darfo Boario Terme                    | 2 121 | 30,23 | 2     |
| Seggio di coalizione | Seggio di coalizione                 | Seggio di coalizione     | 34,36                    | 2 149   | 29,94   | 1                                               |       |       |       |
|                      | Francesca Benedetti                  | Francesca Benedetti      | Francesca Benedetti      | 2 091   | 29,13   | Forza Italia - Lega Salvini Lombardia - Civiche | 1 567 | 22,33 | 2     |
| Fratelli d'Italia    | Francesca Benedetti                  | Francesca Benedetti      | Francesca Benedetti      | 2 091   | 29,13   | 453                                             | 6,46  | –     |       |
| Seggio di coalizione | Seggio di coalizione                 | Seggio di coalizione     | Francesca Benedetti      | 2 091   | 29,13   | 1                                               |       |       |       |
|                      | Walter Bortolino Bianchi             | Walter Bortolino Bianchi | Walter Bortolino Bianchi | 120     | 1,67    | Vallecamonica Provincia - Basta Tasse           | 112   | 1,60  | –     |
| Totale               | Totale                               | 6 121                    | 100                      | 7 178   | 100     |                                                 | 7 017 | 100   | 16    |

### Desenzano del Garda
| Candidati                 | Candidati                   | Voti                 | %     | Liste                                             | Voti  | %     | Seggi |
| ------------------------- | --------------------------- | -------------------- | ----- | ------------------------------------------------- | ----- | ----- | ----- |
|                           | Guido Malinverno ✔️ Sindaco | 6 208                | 56,96 | Fratelli d'Italia                                 | 1 744 | 17,77 | 3     |
| Lega Salvini Lombardia    | Guido Malinverno ✔️ Sindaco | 6 208                | 56,96 | 1 403                                             | 14,29 | 3     |       |
| Idee in Comune Desenzano  | Guido Malinverno ✔️ Sindaco | 6 208                | 56,96 | 1 229                                             | 12,52 | 2     |       |
| Forza Italia              | Guido Malinverno ✔️ Sindaco | 6 208                | 56,96 | 1 213                                             | 12,36 | 2     |       |
|                           | Stefano Terzi               | 3 451                | 31,66 | Partito Democratico                               | 2 115 | 21,55 | 4     |
| Desenzano Progetto Futuro | Stefano Terzi               | 3 451                | 31,66 | 509                                               | 5,19  | –     |       |
| ViviAmo Desenzano         | Stefano Terzi               | 3 451                | 31,66 | 472                                               | 4,81  | –     |       |
| Seggio di coalizione      | Seggio di coalizione        | Seggio di coalizione | 31,66 | 1                                                 |       |       |       |
|                           | Andrea Spiller              | 823                  | 7,55  | SI Sinistra Italiana - Articolo Uno               | 401   | 4,09  | –     |
| Movimento 5 Stelle        | Andrea Spiller              | 823                  | 7,55  | 359                                               | 3,66  | –     |       |
| Seggio di coalizione      | Seggio di coalizione        | Seggio di coalizione | 7,55  | 1                                                 |       |       |       |
|                           | Patrizia Solza              | 206                  | 1,89  | Per l'Italia con Paragone Italexit                | 188   | 1,92  | –     |
|                           | Eugenia Ghinda              | 115                  | 1,06  | Lista Civica Popolo Libero                        | 98    | 1,00  | –     |
|                           | Ernesto Taveri              | 96                   | 0,88  | Il Popolo della Famiglia - Ancora Italia - Civica | 84    | 0,86  | –     |
| Totale                    | Totale                      | 10 899               | 100   |                                                   | 9 815 | 100   | 16    |

### Gussago
| Candidati                                               | Candidati                   | Voti                 | %     | Liste               | Voti  | %     | Seggi |
| ------------------------------------------------------- | --------------------------- | -------------------- | ----- | ------------------- | ----- | ----- | ----- |
|                                                         | Giovanni Coccoli ✔️ Sindaco | 4 005                | 54,34 | Gussago Insieme     | 3 909 | 55,19 | 10    |
|                                                         | Stefano Quarena             | 2 396                | 32,51 | Fratelli d'Italia   | 1 282 | 18,10 | 2     |
| Lega Salvini Lombardia                                  | Stefano Quarena             | 2 396                | 32,51 | 595                 | 8,40  | 1     |       |
| Forza Italia - Grande Nord - Unione di Centro - Civiche | Stefano Quarena             | 2 396                | 32,51 | 348                 | 4,91  | –     |       |
| Seggio di coalizione                                    | Seggio di coalizione        | Seggio di coalizione | 32,51 | 1                   |       |       |       |
|                                                         | Rossella Olivari            | 969                  | 13,15 | Partito Democratico | 949   | 13,40 | 1     |
| Seggio di coalizione                                    | Seggio di coalizione        | Seggio di coalizione | 13,15 | 1                   |       |       |       |
| Totale                                                  | Totale                      | 7 370                | 100   |                     | 7 083 | 100   | 16    |

### Palazzolo sull'Oglio
| Candidati                | Candidati                     | Voti                 | %     | Liste                  | Voti  | %     | Seggi |
| ------------------------ | ----------------------------- | -------------------- | ----- | ---------------------- | ----- | ----- | ----- |
|                          | Gianmarco Cossandi ✔️ Sindaco | 4 513                | 57,79 | Continuiamo Insieme    | 2 130 | 30,16 | 6     |
| Palazzolo Città in Testa | Gianmarco Cossandi ✔️ Sindaco | 4 513                | 57,79 | 1 059                  | 14,99 | 2     |       |
| San Pancrazio            | Gianmarco Cossandi ✔️ Sindaco | 4 513                | 57,79 | 789                    | 11,17 | 2     |       |
|                          | Angelo CIma                   | 3 296                | 42,21 | Forza Italia - Civiche | 1 154 | 16,34 | 2     |
| Lega Salvini Lombardia   | Angelo CIma                   | 3 296                | 42,21 | 1 019                  | 14,43 | 2     |       |
| Fratelli d'Italia        | Angelo CIma                   | 3 296                | 42,21 | 912                    | 12,91 | 1     |       |
| Seggio di coalizione     | Seggio di coalizione          | Seggio di coalizione | 42,21 | 1                      |       |       |       |
| Totale                   | Totale                        | 7 809                | 100   |                        | 7 063 | 100   | 16    |

## Provincia di Como

### Como
| Candidati                                                        | Candidati                                  | II turno                  | II turno                  | I turno | I turno | Liste                               | Voti   | %     | Seggi |
| Candidati                                                        | Candidati                                  | Voti                      | %                         | Voti    | %       | Liste                               | Voti   | %     | Seggi |
| ---------------------------------------------------------------- | ------------------------------------------ | ------------------------- | ------------------------- | ------- | ------- | ----------------------------------- | ------ | ----- | ----- |
|                                                                  | Alessandro Rapinese Accede al ballottaggio | 14 067                    | 55,36                     | 8 443   | 27,32   | Rapinese Sindaco                    | 7 788  | 26,77 | 20    |
|                                                                  | Barbara Minghetti Accede al ballottaggio   | 11 345                    | 44,64                     | 12 173  | 39,40   | Partito Democratico                 | 5 948  | 20,44 | 4     |
| Lista Minghetti La Svolta Civica                                 | Barbara Minghetti Accede al ballottaggio   | 11 345                    | 44,64                     | 12 173  | 39,40   | 2 931                               | 10,07  | 2     |       |
| Europa Verde                                                     | Barbara Minghetti Accede al ballottaggio   | 11 345                    | 44,64                     | 12 173  | 39,40   | 941                                 | 3,23   | –     |       |
| Agenda Como 2030 Liberali Riformisti Europeisti                  | Barbara Minghetti Accede al ballottaggio   | 11 345                    | 44,64                     | 12 173  | 39,40   | 929                                 | 3,19   | –     |       |
| Como Comune - Articolo Uno - PSI - SI Sinistra Italiana - Civica | Barbara Minghetti Accede al ballottaggio   | 11 345                    | 44,64                     | 12 173  | 39,40   | 693                                 | 2,38   | –     |       |
| Seggio di coalizione                                             | Seggio di coalizione                       | Seggio di coalizione      | 44,64                     | 12 173  | 39,40   | 1                                   |        |       |       |
|                                                                  | Giordano Molteni                           | Giordano Molteni          | Giordano Molteni          | 8 341   | 26,99   | Fratelli d'Italia                   | 3 675  | 12,63 | 2     |
| Forza Italia - Noi con l'Italia - Democrazia e Sussidiarietà     | Giordano Molteni                           | Giordano Molteni          | Giordano Molteni          | 8 341   | 26,99   | 2 485                               | 8,54   | 1     |       |
| Lega Salvini Lombardia                                           | Giordano Molteni                           | Giordano Molteni          | Giordano Molteni          | 8 341   | 26,99   | 1 935                               | 6,65   | 1     |       |
| Seggio di coalizione                                             | Seggio di coalizione                       | Seggio di coalizione      | Giordano Molteni          | 8 341   | 26,99   | 1                                   |        |       |       |
|                                                                  | Adria Bartolich                            | Adria Bartolich           | Adria Bartolich           | 1 137   | 3,68    | Il Bene Comune                      | 523    | 1,80  | –     |
| Civitas Progetto Città                                           | Adria Bartolich                            | Adria Bartolich           | Adria Bartolich           | 1 137   | 3,68    | 499                                 | 1,72   | –     |       |
|                                                                  | Francesco Saverio Matrale                  | Francesco Saverio Matrale | Francesco Saverio Matrale | 284     | 0,92    | Per l'Italia con Paragone Italexit  | 270    | 0,93  | –     |
|                                                                  | Vincenzo Graziani                          | Vincenzo Graziani         | Vincenzo Graziani         | 223     | 0,72    | Verde è Popolare                    | 210    | 0,72  | –     |
|                                                                  | Fabio Aleotti                              | Fabio Aleotti             | Fabio Aleotti             | 162     | 0,52    | Como in Movimento Stop Inceneritore | 148    | 0,51  | –     |
|                                                                  | Roberto Adduci                             | Roberto Adduci            | Roberto Adduci            | 136     | 0,44    | Comitato Assemblee Popolari         | 121    | 0,42  | –     |
| Totale                                                           | Totale                                     | 25 412                    | 100                       | 30 899  | 100     |                                     | 29 096 | 100   | 32    |

### Erba
| Candidati              | Candidati                | Voti                 | %     | Liste                         | Voti  | %     | Seggi |
| ---------------------- | ------------------------ | -------------------- | ----- | ----------------------------- | ----- | ----- | ----- |
|                        | Mauro Caprani ✔️ Sindaco | 3 635                | 55,64 | Forza Italia                  | 942   | 14,98 | 3     |
| Lega Salvini Lombardia | Mauro Caprani ✔️ Sindaco | 3 635                | 55,64 | 892                           | 14,19 | 3     |       |
| Fratelli d'Italia      | Mauro Caprani ✔️ Sindaco | 3 635                | 55,64 | 806                           | 12,82 | 2     |       |
| Il Buonsenso           | Mauro Caprani ✔️ Sindaco | 3 635                | 55,64 | 503                           | 8,00  | 1     |       |
| Erba Primaditutto      | Mauro Caprani ✔️ Sindaco | 3 635                | 55,64 | 481                           | 7,65  | 1     |       |
|                        | Giorgio Berna            | 1 892                | 28,96 | Erba Civica con Giorgio Berna | 962   | 15,30 | 2     |
| Partito Democratico    | Giorgio Berna            | 1 892                | 28,96 | 800                           | 12,72 | 1     |       |
| Seggio di coalizione   | Seggio di coalizione     | Seggio di coalizione | 28,96 | 1                             |       |       |       |
|                        | Doriano Torchio          | 1 006                | 15,40 | Democrazia Partecipata        | 902   | 14,34 | 1     |
| Seggio di coalizione   | Seggio di coalizione     | Seggio di coalizione | 15,40 | 1                             |       |       |       |
| Totale                 | Totale                   | 6 533                | 100   |                               | 6 288 | 100   | 16    |

1. ↑  Lista sostenuta da M5S.

## Provincia di Cremona

### Crema
| Candidati                                                    | Candidati                                 | II turno             | II turno         | I turno | I turno | Liste                                                                                 | Voti   | %     | Seggi |
| Candidati                                                    | Candidati                                 | Voti                 | %                | Voti    | %       | Liste                                                                                 | Voti   | %     | Seggi |
| ------------------------------------------------------------ | ----------------------------------------- | -------------------- | ---------------- | ------- | ------- | ------------------------------------------------------------------------------------- | ------ | ----- | ----- |
|                                                              | Fabio Bergamaschi Accede al ballottaggio  | 6 803                | 57,91            | 7 091   | 48,63   | Partito Democratico                                                                   | 2 540  | 19,66 | 7     |
| Crema Bene Comune                                            | Fabio Bergamaschi Accede al ballottaggio  | 6 803                | 57,91            | 7 091   | 48,63   | 1 561                                                                                 | 12,08  | 4     |       |
| CremaLab                                                     | Fabio Bergamaschi Accede al ballottaggio  | 6 803                | 57,91            | 7 091   | 48,63   | 811                                                                                   | 6,28   | 2     |       |
| Crema al C'entro Persone Ambiente Welfare                    | Fabio Bergamaschi Accede al ballottaggio  | 6 803                | 57,91            | 7 091   | 48,63   | 625                                                                                   | 4,84   | 1     |       |
| Crema Aperta Città Ecologica e Progressista                  | Fabio Bergamaschi Accede al ballottaggio  | 6 803                | 57,91            | 7 091   | 48,63   | 401                                                                                   | 3,10   | 1     |       |
| Crema Riformista                                             | Fabio Bergamaschi Accede al ballottaggio  | 6 803                | 57,91            | 7 091   | 48,63   | 286                                                                                   | 2,21   | –     |       |
|                                                              | Maurizio Borghetti Accede al ballottaggio | 4 945                | 42,09            | 5 439   | 37,30   | Lista Borghetti Sindaco                                                               | 1 852  | 14,33 | 3     |
| Fratelli d'Italia                                            | Maurizio Borghetti Accede al ballottaggio | 4 945                | 42,09            | 5 439   | 37,30   | 1 145                                                                                 | 8,86   | 2     |       |
| Lega Salvini Lombardia                                       | Maurizio Borghetti Accede al ballottaggio | 4 945                | 42,09            | 5 439   | 37,30   | 1 128                                                                                 | 8,73   | 1     |       |
| Forza Italia - Unione di Centro - Democrazia e Sussidiarietà | Maurizio Borghetti Accede al ballottaggio | 4 945                | 42,09            | 5 439   | 37,30   | 723                                                                                   | 5,60   | 1     |       |
| Seggio di coalizione                                         | Seggio di coalizione                      | Seggio di coalizione | 42,09            | 5 439   | 37,30   | 1                                                                                     |        |       |       |
|                                                              | Simone Beretta                            | Simone Beretta       | Simone Beretta   | 742     | 5,09    | Crema non è uno Slogan                                                                | 675    | 5,22  | –     |
| Seggio di coalizione                                         | Seggio di coalizione                      | Seggio di coalizione | Simone Beretta   | 742     | 5,09    | 1                                                                                     |        |       |       |
|                                                              | Manuel Draghetti                          | Manuel Draghetti     | Manuel Draghetti | 613     | 4,20    | Movimento 5 Stelle                                                                    | 541    | 4,19  | –     |
|                                                              | Paolo Losco                               | Paolo Losco          | Paolo Losco      | 537     | 3,68    | Sinistra Unita per Crema                                                              | 492    | 3,81  | –     |
|                                                              | Oronzo Santamato                          | Oronzo Santamato     | Oronzo Santamato | 159     | 1,09    | Noi Crema - Rinascimento Vittorio Sgarbi - Grande Nord - Movimento Nazionale Italiano | 142    | 1,10  | –     |
| Totale                                                       | Totale                                    | 11 748               | 100              | 14 581  | 100     |                                                                                       | 12 922 | 100   | 24    |

1. ↑  Include candidati di Radicali Italiani.
2. ↑  Lista sostenuta da Azione, Comunità socialista, Italia Viva e Verdi[1].

## Provincia di Lodi

### Lodi
| Candidati                                            | Candidati                  | Voti                 | %     | Liste                              | Voti   | %     | Seggi |
| ---------------------------------------------------- | -------------------------- | -------------------- | ----- | ---------------------------------- | ------ | ----- | ----- |
|                                                      | Andrea Furegato ✔️ Sindaco | 11 247               | 59,05 | Partito Democratico                | 4 487  | 24,57 | 10    |
| Buongiorno Lodi                                      | Andrea Furegato ✔️ Sindaco | 11 247               | 59,05 | 1 812                              | 9,92   | 4     |       |
| Lodi Civica Milanesi                                 | Andrea Furegato ✔️ Sindaco | 11 247               | 59,05 | 1 013                              | 5,55   | 2     |       |
| Lodi Comune Solidale                                 | Andrea Furegato ✔️ Sindaco | 11 247               | 59,05 | 891                                | 4,88   | 1     |       |
| 110 & Lodi - Europa Verde - SI Sinistra Italiana     | Andrea Furegato ✔️ Sindaco | 11 247               | 59,05 | 881                                | 4,82   | 1     |       |
| Luca Scotti Lodi al Centro Cittadini per i Cittadini | Andrea Furegato ✔️ Sindaco | 11 247               | 59,05 | 846                                | 4,63   | 1     |       |
| Tommaso Premoli per Lodi Oggi Domani Insieme         | Andrea Furegato ✔️ Sindaco | 11 247               | 59,05 | 493                                | 2,70   | 1     |       |
| Movimento 5 Stelle                                   | Andrea Furegato ✔️ Sindaco | 11 247               | 59,05 | 278                                | 1,52   | –     |       |
|                                                      | Sara Casanova              | 7 085                | 37,20 | Lega Salvini Lombardia             | 1 721  | 9,42  | 3     |
| Sara Casanova Sindaco                                | Sara Casanova              | 7 085                | 37,20 | 1 658                              | 9,08   | 3     |       |
| Fratelli d'Italia                                    | Sara Casanova              | 7 085                | 37,20 | 1 523                              | 8,34   | 3     |       |
| Il Broletto con Maggi                                | Sara Casanova              | 7 085                | 37,20 | 1 246                              | 6,82   | 2     |       |
| Forza Italia - Noi con l'Italia                      | Sara Casanova              | 7 085                | 37,20 | 451                                | 2,47   | –     |       |
| Giovani Protagonisti                                 | Sara Casanova              | 7 085                | 37,20 | 200                                | 1,10   | –     |       |
| Lodì è Futuro Lista Civica                           | Sara Casanova              | 7 085                | 37,20 | 51                                 | 0,28   | –     |       |
| Alleanza Agroverde per Lodi                          | Sara Casanova              | 7 085                | 37,20 | 42                                 | 0,23   | –     |       |
| Seggio di coalizione                                 | Seggio di coalizione       | Seggio di coalizione | 37,20 | 1                                  |        |       |       |
|                                                      | Stefano Buzzi              | 454                  | 2,38  | Per l'Italia con Paragone Italexit | 433    | 2,37  | –     |
|                                                      | Lorenzo Bruno              | 177                  | 0,93  | Loding                             | 159    | 0,87  | –     |
|                                                      | Fulvio Curioni             | 82                   | 0,43  | Democrazia e Sussidiarietà         | 76     | 0,42  | –     |
| Totale                                               | Totale                     | 19 045               | 100   |                                    | 18 261 | 100   | 32    |

## Provincia di Mantova

### Castiglione delle Stiviere
| Candidati              | Candidati               | Voti                 | %     | Liste                              | Voti  | %     | Seggi |
| ---------------------- | ----------------------- | -------------------- | ----- | ---------------------------------- | ----- | ----- | ----- |
|                        | Enrico Volpi ✔️ Sindaco | 6 085                | 75,44 | Insieme x Volpi Sindaco            | 2 412 | 31,60 | 6     |
| Lega Salvini Lombardia | Enrico Volpi ✔️ Sindaco | 6 085                | 75,44 | 1 326                              | 17,37 | 3     |       |
| Forza Italia           | Enrico Volpi ✔️ Sindaco | 6 085                | 75,44 | 1 182                              | 15,49 | 2     |       |
| Fratelli d'Italia      | Enrico Volpi ✔️ Sindaco | 6 085                | 75,44 | 837                                | 10,97 | 2     |       |
|                        | Maurizio Caristia       | 1 774                | 21,99 | Partito Democratico - Volt         | 981   | 12,85 | 2     |
| Agire                  | Maurizio Caristia       | 1 774                | 21,99 | 426                                | 5,58  | –     |       |
| Castiglione Riformista | Maurizio Caristia       | 1 774                | 21,99 | 280                                | 3,67  | –     |       |
| Seggio di coalizione   | Seggio di coalizione    | Seggio di coalizione | 21,99 | 1                                  |       |       |       |
|                        | Marco Facchini          | 207                  | 2,57  | Castiglione delle Stiviere Rinasce | 188   | 2,46  | –     |
| Totale                 | Totale                  | 8 066                | 100   |                                    | 7 632 | 100   | 16    |

1. ↑  Lista sostenuta da Azione.

## Città metropolitana di Milano

### Abbiategrasso
| Candidati                 | Candidati                                   | II turno                | II turno                | I turno | I turno | Liste                 | Voti   | %     | Seggi |
| Candidati                 | Candidati                                   | Voti                    | %                       | Voti    | %       | Liste                 | Voti   | %     | Seggi |
| ------------------------- | ------------------------------------------- | ----------------------- | ----------------------- | ------- | ------- | --------------------- | ------ | ----- | ----- |
|                           | Cesare Francesco Nai Accede al ballottaggio | 4 596                   | 50,66                   | 4 761   | 42,04   | Abbiategrasso Merita  | 1 306  | 12,65 | 5     |
| Fratelli d'Italia         | Cesare Francesco Nai Accede al ballottaggio | 4 596                   | 50,66                   | 4 761   | 42,04   | 1 098                 | 10,64  | 4     |       |
| Forza Italia              | Cesare Francesco Nai Accede al ballottaggio | 4 596                   | 50,66                   | 4 761   | 42,04   | 995                   | 9,64   | 3     |       |
| Lega Salvini Lombardia    | Cesare Francesco Nai Accede al ballottaggio | 4 596                   | 50,66                   | 4 761   | 42,04   | 971                   | 9,41   | 3     |       |
| Abbiategrasso Attiva      | Cesare Francesco Nai Accede al ballottaggio | 4 596                   | 50,66                   | 4 761   | 42,04   | 154                   | 1,49   | –     |       |
|                           | Alberto Fossati Accede al ballottaggio      | 4 476                   | 49,34                   | 3 931   | 34,71   | Partito Democratico   | 1 870  | 18,11 | 3     |
| La Città                  | Alberto Fossati Accede al ballottaggio      | 4 476                   | 49,34                   | 3 931   | 34,71   | 1 564                 | 15,15  | 2     |       |
| Movimento 5 Stelle        | Alberto Fossati Accede al ballottaggio      | 4 476                   | 49,34                   | 3 931   | 34,71   | 204                   | 1,98   | –     |       |
| Seggio di coalizione      | Seggio di coalizione                        | Seggio di coalizione    | 49,34                   | 3 931   | 34,71   | 1                     |        |       |       |
|                           | Luigi Alberto Tarantola                     | Luigi Alberto Tarantola | Luigi Alberto Tarantola | 2 634   | 23,26   | Ri Cominciamo Insieme | 1 122  | 10,87 | 1     |
| Giovani per Abbiategrasso | Luigi Alberto Tarantola                     | Luigi Alberto Tarantola | Luigi Alberto Tarantola | 2 634   | 23,26   | 1 039                 | 10,06  | 1     |       |
| Seggio di coalizione      | Seggio di coalizione                        | Seggio di coalizione    | Luigi Alberto Tarantola | 2 634   | 23,26   | 1                     |        |       |       |
| Totale                    | Totale                                      | 9 072                   | 100                     | 11 326  | 100     |                       | 10 323 | 100   | 24    |

1. ↑  Include ex esponenti del Movimento 5 Stelle (cfr. https://www.milanopavia.news/politica-abbiategrasso-magenta/abbiategrasso-attiva-pronta-per-le-elezioni-comunali-2022/)

### Buccinasco
| Candidati                                             | Candidati                               | Voti                 | %     | Liste               | Voti   | %     | Seggi |
| ----------------------------------------------------- | --------------------------------------- | -------------------- | ----- | ------------------- | ------ | ----- | ----- |
|                                                       | Rino Carmelo Vincenzo Pruiti ✔️ Sindaco | 7 002                | 59,76 | Partito Democratico | 3 122  | 29,66 | 5     |
| Noi di Buccinasco                                     | Rino Carmelo Vincenzo Pruiti ✔️ Sindaco | 7 002                | 59,76 | 1 660               | 15,77  | 3     |       |
| I Riformisti Lavoriamo per Buccinasco                 | Rino Carmelo Vincenzo Pruiti ✔️ Sindaco | 7 002                | 59,76 | 1 241               | 11,79  | 2     |       |
| Europa Verde - SI Sinistra Italiana                   | Rino Carmelo Vincenzo Pruiti ✔️ Sindaco | 7 002                | 59,76 | 227                 | 2,16   | –     |       |
|                                                       | Manuel Imberti                          | 4 418                | 37,71 | Fratelli d'Italia   | 1 150  | 10,92 | 2     |
| Forza Italia                                          | Manuel Imberti                          | 4 418                | 37,71 | 901                 | 8,56   | 1     |       |
| Lega Salvini Lombardia                                | Manuel Imberti                          | 4 418                | 37,71 | 876                 | 8,32   | 1     |       |
| Centristi & Popolari per Bucinasco - Noi con l'Italia | Manuel Imberti                          | 4 418                | 37,71 | 583                 | 5,54   | 1     |       |
| BucciRinasco                                          | Manuel Imberti                          | 4 418                | 37,71 | 507                 | 4,82   | –     |       |
| Seggio di coalizione                                  | Seggio di coalizione                    | Seggio di coalizione | 37,71 | 1                   |        |       |       |
|                                                       | Alberto Ermanno Maria Schiavone         | 296                  | 2,53  | Movimento 5 Stelle  | 260    | 2,47  | –     |
| Totale                                                | Totale                                  | 11 716               | 100   |                     | 10 527 | 100   | 16    |

1. ↑  Include candidati di Azione e Italia Viva

### Cernusco sul Naviglio
| Candidati                          | Candidati                                    | II turno                    | II turno                    | I turno | I turno | Liste                         | Voti   | %     | Seggi |
| Candidati                          | Candidati                                    | Voti                        | %                           | Voti    | %       | Liste                         | Voti   | %     | Seggi |
| ---------------------------------- | -------------------------------------------- | --------------------------- | --------------------------- | ------- | ------- | ----------------------------- | ------ | ----- | ----- |
|                                    | Ermanno Zacchetti Accede al ballottaggio     | 6 203                       | 53,92                       | 5 956   | 40,55   | Partito Democratico           | 2 956  | 21,56 | 8     |
| Lista Zacchetti Tutti per Cernusco | Ermanno Zacchetti Accede al ballottaggio     | 6 203                       | 53,92                       | 5 956   | 40,55   | 1 653                         | 12,06  | 4     |       |
| Cernusco Possibile                 | Ermanno Zacchetti Accede al ballottaggio     | 6 203                       | 53,92                       | 5 956   | 40,55   | 1 122                         | 8,18   | 3     |       |
|                                    | Daniele Cassamagnaghi Accede al ballottaggio | 5 301                       | 46,08                       | 5 550   | 37,78   | Daniele Cassamagnaghi Sindaco | 1 894  | 13,81 | 2     |
| Fratelli d'Italia                  | Daniele Cassamagnaghi Accede al ballottaggio | 5 301                       | 46,08                       | 5 550   | 37,78   | 1 087                         | 7,93   | 1     |       |
| Lega Salvini Lombardia             | Daniele Cassamagnaghi Accede al ballottaggio | 5 301                       | 46,08                       | 5 550   | 37,78   | 905                           | 6,60   | 1     |       |
| Forza Italia                       | Daniele Cassamagnaghi Accede al ballottaggio | 5 301                       | 46,08                       | 5 550   | 37,78   | 905                           | 6,60   | 1     |       |
| Il Cernuschese                     | Daniele Cassamagnaghi Accede al ballottaggio | 5 301                       | 46,08                       | 5 550   | 37,78   | 264                           | 1,93   | –     |       |
| Seggio di coalizione               | Seggio di coalizione                         | Seggio di coalizione        | 46,08                       | 5 550   | 37,78   | 1                             |        |       |       |
|                                    | Giordano Giuseppe Marchetti                  | Giordano Giuseppe Marchetti | Giordano Giuseppe Marchetti | 1 647   | 11,21   | Vivere Cernusco               | 1 635  | 11,93 | 1     |
| Seggio di coalizione               | Seggio di coalizione                         | Seggio di coalizione        | Giordano Giuseppe Marchetti | 1 647   | 11,21   | 1                             |        |       |       |
|                                    | Rita Zecchini                                | Rita Zecchini               | Rita Zecchini               | 1 536   | 10,46   | La Città in Comune            | 815    | 5,94  | –     |
| Sinistra x Cernusco                | Rita Zecchini                                | Rita Zecchini               | Rita Zecchini               | 1 536   | 10,46   | 474                           | 3,46   | –     |       |
| Seggio di coalizione               | Seggio di coalizione                         | Seggio di coalizione        | Rita Zecchini               | 1 536   | 10,46   | 1                             |        |       |       |
| Totale                             | Totale                                       | 11 504                      | 100                         | 14 689  | 100     |                               | 13 710 | 100   | 24    |

### Garbagnate Milanese
| Candidati                               | Candidati                          | Voti                 | %     | Liste                         | Voti  | %     | Seggi |
| --------------------------------------- | ---------------------------------- | -------------------- | ----- | ----------------------------- | ----- | ----- | ----- |
|                                         | Daniele Davide Barletta ✔️ Sindaco | 5 926                | 61,63 | Lista Civica Barletta Sindaco | 2 242 | 25,06 | 5     |
| Lega Salvini Lombardia                  | Daniele Davide Barletta ✔️ Sindaco | 5 926                | 61,63 | 1 417                         | 15,84 | 3     |       |
| Fratelli d'Italia                       | Daniele Davide Barletta ✔️ Sindaco | 5 926                | 61,63 | 891                           | 9,96  | 1     |       |
| Forza Italia                            | Daniele Davide Barletta ✔️ Sindaco | 5 926                | 61,63 | 777                           | 8,68  | 1     |       |
| Lista Bucci Centro Democratici Moderati | Daniele Davide Barletta ✔️ Sindaco | 5 926                | 61,63 | 129                           | 1,44  | –     |       |
| MPL Movimento Politico Libertas         | Daniele Davide Barletta ✔️ Sindaco | 5 926                | 61,63 | 42                            | 0,47  | –     |       |
|                                         | Giuseppe Macrì                     | 2 759                | 28,69 | Partito Democratico           | 1 186 | 13,26 | 3     |
| Giuseppe Macrì Sindaco per Garbagnate   | Giuseppe Macrì                     | 2 759                | 28,69 | 616                           | 6,88  | 1     |       |
| Civicamente                             | Giuseppe Macrì                     | 2 759                | 28,69 | 322                           | 3,60  | –     |       |
| Movimento 5 Stelle                      | Giuseppe Macrì                     | 2 759                | 28,69 | 236                           | 2,64  | –     |       |
| Abc Lista Civica Garbagnate Milanese    | Giuseppe Macrì                     | 2 759                | 28,69 | 235                           | 2,63  | –     |       |
| Seggio di coalizione                    | Seggio di coalizione               | Seggio di coalizione | 28,69 | 1                             |       |       |       |
|                                         | Vincenzo Soleo                     | 930                  | 9,67  | Fare per Garbagnate           | 338   | 3,78  | –     |
| Cambiamo in Comune                      | Vincenzo Soleo                     | 930                  | 9,67  | 239                           | 2,67  | –     |       |
| Noi di S. Maria Rossa                   | Vincenzo Soleo                     | 930                  | 9,67  | 147                           | 1,64  | –     |       |
| Insieme per Bariana                     | Vincenzo Soleo                     | 930                  | 9,67  | 130                           | 1,45  | –     |       |
| Seggio di coalizione                    | Seggio di coalizione               | Seggio di coalizione | 9,67  | 1                             |       |       |       |
| Totale                                  | Totale                             | 9 615                | 100   |                               | 8 947 | 100   | 16    |

### Magenta
| Candidati            | Candidati                                 | II turno             | II turno        | I turno | I turno | Liste                           | Voti  | %     | Seggi |
| Candidati            | Candidati                                 | Voti                 | %               | Voti    | %       | Liste                           | Voti  | %     | Seggi |
| -------------------- | ----------------------------------------- | -------------------- | --------------- | ------- | ------- | ------------------------------- | ----- | ----- | ----- |
|                      | Luca Del Gobbo Accede al ballottaggio     | 4 485                | 53,38           | 5 057   | 47,48   | Luca Del Gobbo Sindaco di Tutti | 2 133 | 21,82 | 5     |
| Lega Salvini         | Luca Del Gobbo Accede al ballottaggio     | 4 485                | 53,38           | 5 057   | 47,48   | 1 029                           | 10,53 | 3     |       |
| Forza Italia         | Luca Del Gobbo Accede al ballottaggio     | 4 485                | 53,38           | 5 057   | 47,48   | 847                             | 8,66  | 2     |       |
| Fratelli d'Italia    | Luca Del Gobbo Accede al ballottaggio     | 4 485                | 53,38           | 5 057   | 47,48   | 770                             | 7,88  | 1     |       |
|                      | Vincenzo Salvaggio Accede al ballottaggio | 3 917                | 46,62           | 3 325   | 31,22   | Partito Democratico             | 1 946 | 19,91 | 3     |
| Magenta Percorsi     | Vincenzo Salvaggio Accede al ballottaggio | 3 917                | 46,62           | 3 325   | 31,22   | 567                             | 5,80  | –     |       |
| Uniti per Magenta    | Vincenzo Salvaggio Accede al ballottaggio | 3 917                | 46,62           | 3 325   | 31,22   | 484                             | 4,95  | –     |       |
| Seggio di coalizione | Seggio di coalizione                      | Seggio di coalizione | 46,62           | 3 325   | 31,22   | 1                               |       |       |       |
|                      | Silvia Minardi                            | Silvia Minardi       | Silvia Minardi  | 1 915   | 17,98   | Progetto Magenta                | 716   | 7,32  | 1     |
| Viviamo Magenta      | Silvia Minardi                            | Silvia Minardi       | Silvia Minardi  | 1 915   | 17,98   | 494                             | 5,05  | –     |       |
| Next Magenta         | Silvia Minardi                            | Silvia Minardi       | Silvia Minardi  | 1 915   | 17,98   | 263                             | 2,69  | –     |       |
| Magenta in Salute    | Silvia Minardi                            | Silvia Minardi       | Silvia Minardi  | 1 915   | 17,98   | 203                             | 2,08  | –     |       |
| Seggio di coalizione | Seggio di coalizione                      | Seggio di coalizione | Silvia Minardi  | 1 915   | 17,98   | 1                               |       |       |       |
|                      | Munib Ashfaq                              | Munib Ashfaq         | Munib Ashfaq    | 212     | 1,99    | La Nuova Italia                 | 198   | 2,03  | –     |
|                      | Francesco Anile                           | Francesco Anile      | Francesco Anile | 142     | 1,33    | Rifondazione Comunista          | 125   | 1,28  | –     |
| Totale               | Totale                                    | 8 402                | 100             | 10 651  | 100     |                                 | 9 775 | 100   | 16    |

### Melegnano
| Candidati                             | Candidati               | Voti                 | %     | Liste                          | Voti  | %     | Seggi |
| ------------------------------------- | ----------------------- | -------------------- | ----- | ------------------------------ | ----- | ----- | ----- |
|                                       | Vito Bellomo ✔️ Sindaco | 3 778                | 53,88 | Melegnano Movimento Civico Lab | 1 147 | 18,30 | 4     |
| Forza Italia                          | Vito Bellomo ✔️ Sindaco | 3 778                | 53,88 | 1 057                          | 16,86 | 3     |       |
| Fratelli d'Italia                     | Vito Bellomo ✔️ Sindaco | 3 778                | 53,88 | 774                            | 12,35 | 2     |       |
| Lega Salvini Lombardia                | Vito Bellomo ✔️ Sindaco | 3 778                | 53,88 | 487                            | 7,77  | 1     |       |
|                                       | Marina Baudi            | 2 292                | 32,69 | Partito Democratico            | 945   | 15,07 | 2     |
| Sinistra per Melegnano - Europa Verde | Marina Baudi            | 2 292                | 32,69 | 511                            | 8,15  | 1     |       |
| Insieme Cambiamo                      | Marina Baudi            | 2 292                | 32,69 | 317                            | 5,06  | –     |       |
| Movimento 5 Stelle                    | Marina Baudi            | 2 292                | 32,69 | 169                            | 2,70  | –     |       |
| Seggio di coalizione                  | Seggio di coalizione    | Seggio di coalizione | 32,69 | 1                              |       |       |       |
|                                       | Rodolfo Bertoli         | 942                  | 13,43 | Progetto Melegnano             | 702   | 11,20 | 1     |
| Rinascimento Melegnanese              | Rodolfo Bertoli         | 942                  | 13,43 | 160                            | 2,55  | –     |       |
| Seggio di coalizione                  | Seggio di coalizione    | Seggio di coalizione | 13,43 | 1                              |       |       |       |
| Totale                                | Totale                  | 7 012                | 100   |                                | 6 269 | 100   | 16    |

### Melzo
| Candidati              | Candidati                              | II turno             | II turno          | I turno | I turno | Liste                | Voti  | %     | Seggi |
| Candidati              | Candidati                              | Voti                 | %                 | Voti    | %       | Liste                | Voti  | %     | Seggi |
| ---------------------- | -------------------------------------- | -------------------- | ----------------- | ------- | ------- | -------------------- | ----- | ----- | ----- |
|                        | Antonio Fusè Accede al ballottaggio    | 3 094                | 59,41             | 2 886   | 40,83   | Antonio Fusè Sindaco | 1 008 | 15,80 | 4     |
| Insieme per Melzo      | Antonio Fusè Accede al ballottaggio    | 3 094                | 59,41             | 2 886   | 40,83   | 951                  | 14,91 | 4     |       |
| Futuro per Melzo       | Antonio Fusè Accede al ballottaggio    | 3 094                | 59,41             | 2 886   | 40,83   | 334                  | 5,24  | 1     |       |
| Progetto per Melzo     | Antonio Fusè Accede al ballottaggio    | 3 094                | 59,41             | 2 886   | 40,83   | 259                  | 4,06  | 1     |       |
|                        | Franco Guzzetti Accede al ballottaggio | 2 114                | 40,59             | 2 380   | 33,67   | Fratelli d'Italia    | 718   | 11,26 | 1     |
| Melzo Si Rigenera      | Franco Guzzetti Accede al ballottaggio | 2 114                | 40,59             | 2 380   | 33,67   | 693                  | 10,87 | 1     |       |
| Lega Salvini Lombardia | Franco Guzzetti Accede al ballottaggio | 2 114                | 40,59             | 2 380   | 33,67   | 443                  | 6,95  | 1     |       |
| Forza Italia           | Franco Guzzetti Accede al ballottaggio | 2 114                | 40,59             | 2 380   | 33,67   | 267                  | 4,19  | –     |       |
| Noi con l'Italia       | Franco Guzzetti Accede al ballottaggio | 2 114                | 40,59             | 2 380   | 33,67   | 81                   | 1,27  | –     |       |
| Seggio di coalizione   | Seggio di coalizione                   | Seggio di coalizione | 40,59             | 2 380   | 33,67   | 1                    |       |       |       |
|                        | Rocco Martelli                         | Rocco Martelli       | Rocco Martelli    | 1 373   | 19,42   | Partito Democratico  | 791   | 12,40 | 1     |
| Lista Martelli Sindaco | Rocco Martelli                         | Rocco Martelli       | Rocco Martelli    | 1 373   | 19,42   | 234                  | 3,67  | –     |       |
| Melzo4.0               | Rocco Martelli                         | Rocco Martelli       | Rocco Martelli    | 1 373   | 19,42   | 221                  | 3,47  | –     |       |
| Seggio di coalizione   | Seggio di coalizione                   | Seggio di coalizione | Rocco Martelli    | 1 373   | 19,42   | 1                    |       |       |       |
|                        | Federica Casalino                      | Federica Casalino    | Federica Casalino | 430     | 6,08    | Movimento 5 Stelle   | 230   | 3,61  | –     |
| Melzo Sostenibile      | Federica Casalino                      | Federica Casalino    | Federica Casalino | 430     | 6,08    | 148                  | 2,32  | –     |       |
| Totale                 | Totale                                 | 5 208                | 100               | 7 069   | 100     |                      | 6 378 | 100   | 16    |

### San Donato Milanese
| Candidati                                                      | Candidati                                 | II turno             | II turno      | I turno | I turno | Liste               | Voti   | %     | Seggi |
| Candidati                                                      | Candidati                                 | Voti                 | %             | Voti    | %       | Liste               | Voti   | %     | Seggi |
| -------------------------------------------------------------- | ----------------------------------------- | -------------------- | ------------- | ------- | ------- | ------------------- | ------ | ----- | ----- |
|                                                                | Francesco Squeri Accede al ballottaggio   | 6 253                | 64,43         | 4 098   | 33,00   | San Donato Futura   | 2 547  | 22,62 | 11    |
| SandoLab                                                       | Francesco Squeri Accede al ballottaggio   | 6 253                | 64,43         | 4 098   | 33,00   | 888                 | 7,89   | 4     |       |
|                                                                | Gianfranco Ginelli Accede al ballottaggio | 3 452                | 35,57         | 4 619   | 37,19   | Partito Democratico | 2 010  | 17,85 | 3     |
| Insieme per San Donato                                         | Gianfranco Ginelli Accede al ballottaggio | 3 452                | 35,57         | 4 619   | 37,19   | 889                 | 7,90   | 1     |       |
| La Civica                                                      | Gianfranco Ginelli Accede al ballottaggio | 3 452                | 35,57         | 4 619   | 37,19   | 625                 | 5,55   | –     |       |
| Europa Verde                                                   | Gianfranco Ginelli Accede al ballottaggio | 3 452                | 35,57         | 4 619   | 37,19   | 414                 | 3,68   | –     |       |
| Azione con Calenda                                             | Gianfranco Ginelli Accede al ballottaggio | 3 452                | 35,57         | 4 619   | 37,19   | 336                 | 2,98   | –     |       |
| Sinistra Ecologica Solidale Partecipata - SI Sinistra Italiana | Gianfranco Ginelli Accede al ballottaggio | 3 452                | 35,57         | 4 619   | 37,19   | 240                 | 2,13   | –     |       |
| Seggio di coalizione                                           | Seggio di coalizione                      | Seggio di coalizione | 35,57         | 4 619   | 37,19   | 1                   |        |       |       |
|                                                                | Guido Massera                             | Guido Massera        | Guido Massera | 3 703   | 29,81   | Fratelli d'Italia   | 1 704  | 15,13 | –     |
| Lega Salvini Lombardia                                         | Guido Massera                             | Guido Massera        | Guido Massera | 3 703   | 29,81   | 845                 | 7,51   | 1     |       |
| Moderati - San Donato Domani - Forza Italia                    | Guido Massera                             | Guido Massera        | Guido Massera | 3 703   | 29,81   | 639                 | 5,68   | –     |       |
| Greenland                                                      | Guido Massera                             | Guido Massera        | Guido Massera | 3 703   | 29,81   | 122                 | 1,08   | –     |       |
| Seggio di coalizione                                           | Seggio di coalizione                      | Seggio di coalizione | Guido Massera | 3 703   | 29,81   | 1                   |        |       |       |
| Totale                                                         | Totale                                    | 9 705                | 100           | 12 420  | 100     |                     | 11 259 | 100   | 24    |

### Senago
| Candidati              | Candidati                | Voti                 | %     | Liste                               | Voti  | %     | Seggi |
| ---------------------- | ------------------------ | -------------------- | ----- | ----------------------------------- | ----- | ----- | ----- |
|                        | Magda Beretta ✔️ Sindaco | 4 991                | 65,27 | Lista Civica Senago Beretta Sindaco | 1 910 | 26,61 | 5     |
| Lega Salvini Lombardia | Magda Beretta ✔️ Sindaco | 4 991                | 65,27 | 1 567                               | 21,83 | 4     |       |
| Fratelli d'Italia      | Magda Beretta ✔️ Sindaco | 4 991                | 65,27 | 607                                 | 8,46  | 1     |       |
| Uniti per Senago       | Magda Beretta ✔️ Sindaco | 4 991                | 65,27 | 334                                 | 4,65  | –     |       |
| Forza Italia           | Magda Beretta ✔️ Sindaco | 4 991                | 65,27 | 280                                 | 3,90  | –     |       |
|                        | Giuseppe Sofo            | 2 656                | 34,73 | Vivere Senago                       | 1 129 | 15,73 | 2     |
| Partito Democratico    | Giuseppe Sofo            | 2 656                | 34,73 | 928                                 | 12,93 | 2     |       |
| Rinnoviamo Senago      | Giuseppe Sofo            | 2 656                | 34,73 | 224                                 | 3,12  | –     |       |
| Senago SiCura          | Giuseppe Sofo            | 2 656                | 34,73 | 199                                 | 2,77  | –     |       |
| Seggio di coalizione   | Seggio di coalizione     | Seggio di coalizione | 34,73 | 1                                   |       |       |       |
| Totale                 | Totale                   | 7 647                | 100   |                                     | 7 178 | 100   | 16    |

### Sesto San Giovanni
| Candidati                                                         | Candidati                                 | II turno                | II turno                | I turno | I turno | Liste                                | Voti   | %     | Seggi |
| Candidati                                                         | Candidati                                 | Voti                    | %                       | Voti    | %       | Liste                                | Voti   | %     | Seggi |
| ----------------------------------------------------------------- | ----------------------------------------- | ----------------------- | ----------------------- | ------- | ------- | ------------------------------------ | ------ | ----- | ----- |
|                                                                   | Roberto Di Stefano Accede al ballottaggio | 13 312                  | 52,11                   | 14 291  | 48,89   | Di Stefano Sindaco                   | 7 864  | 29,72 | 10    |
| Lega Salvini                                                      | Roberto Di Stefano Accede al ballottaggio | 13 312                  | 52,11                   | 14 291  | 48,89   | 1 633                                | 6,17   | 2     |       |
| Fratelli d'Italia                                                 | Roberto Di Stefano Accede al ballottaggio | 13 312                  | 52,11                   | 14 291  | 48,89   | 1 447                                | 5,47   | 1     |       |
| Amiamo Sesto                                                      | Roberto Di Stefano Accede al ballottaggio | 13 312                  | 52,11                   | 14 291  | 48,89   | 900                                  | 3,40   | 1     |       |
| Forza Italia - Unione di Centro - MPL Movimento Politico Libertas | Roberto Di Stefano Accede al ballottaggio | 13 312                  | 52,11                   | 14 291  | 48,89   | 854                                  | 3,23   | 1     |       |
|                                                                   | Michele Foggetta Accede al ballottaggio   | 12 233                  | 47,89                   | 11 233  | 38,43   | Partito Democratico                  | 6 306  | 23,84 | 6     |
| #Reinventiamosesto Michele Foggetta Sindaco                       | Michele Foggetta Accede al ballottaggio   | 12 233                  | 47,89                   | 11 233  | 38,43   | 1 430                                | 5,41   | 1     |       |
| Città in Comune                                                   | Michele Foggetta Accede al ballottaggio   | 12 233                  | 47,89                   | 11 233  | 38,43   | 1 043                                | 3,94   | 1     |       |
| Europa Verde - SI Sinistra Italiana                               | Michele Foggetta Accede al ballottaggio   | 12 233                  | 47,89                   | 11 233  | 38,43   | 1 016                                | 3,84   | –     |       |
| Movimento 5 Stelle                                                | Michele Foggetta Accede al ballottaggio   | 12 233                  | 47,89                   | 11 233  | 38,43   | 797                                  | 3,01   | –     |       |
| Seggio di coalizione                                              | Seggio di coalizione                      | Seggio di coalizione    | 47,89                   | 11 233  | 38,43   | 1                                    |        |       |       |
|                                                                   | Paolo Vino                                | Paolo Vino              | Paolo Vino              | 1 833   | 6,27    | Lista Popolare x Vino Sindaco (A)    | 958    | 3,62  | –     |
| Giovani Sestesi (A)                                               | Paolo Vino                                | Paolo Vino              | Paolo Vino              | 1 833   | 6,27    | 561                                  | 2,12   | –     |       |
|                                                                   | Massimiliano Rosignoli                    | Massimiliano Rosignoli  | Massimiliano Rosignoli  | 812     | 2,78    | Sesto Liberale e Democratica         | 688    | 2,60  | –     |
|                                                                   | Eleonora Tempesta                         | Eleonora Tempesta       | Eleonora Tempesta       | 548     | 1,87    | Per l'Italia con Paragone Italexit   | 485    | 1,83  | –     |
|                                                                   | Claudio Silvio La Corte                   | Claudio Silvio La Corte | Claudio Silvio La Corte | 513     | 1,76    | Coalizione della Sinistra Sesto S.G. | 474    | 1,79  | –     |
| Totale                                                            | Totale                                    | 25 545                  | 100                     | 29 230  | 100     |                                      | 26 456 | 100   | 24    |

1. ↑  Include candidati di Azione, Italia Viva e +Europa

Le liste contrassegnate con (A) sono apparentate al secondo turno con Michele Foggetta.

### Vimodrone
| Candidati                       | Candidati                             | Voti                 | %     | Liste                                 | Voti  | %     | Seggi |
| ------------------------------- | ------------------------------------- | -------------------- | ----- | ------------------------------------- | ----- | ----- | ----- |
|                                 | Dario Veneroni ✔️ Sindaco             | 2 991                | 53,25 | Vimodrone Sei Tu                      | 1 459 | 28,25 | 6     |
| Vimodrone Futura                | Dario Veneroni ✔️ Sindaco             | 2 991                | 53,25 | 615                                   | 11,91 | 2     |       |
| Il Ponte Lista Civica Vimodrone | Dario Veneroni ✔️ Sindaco             | 2 991                | 53,25 | 410                                   | 7,94  | 1     |       |
| Movimento 5 Stelle              | Dario Veneroni ✔️ Sindaco             | 2 991                | 53,25 | 253                                   | 4,90  | 1     |       |
|                                 | Walter Devetak                        | 1 242                | 22,11 | Lega Salvini Lombardia - Forza Italia | 633   | 12,26 | 1     |
| Fratelli d'Italia               | Walter Devetak                        | 1 242                | 22,11 | 545                                   | 10,55 | 1     |       |
| Seggio di coalizione            | Seggio di coalizione                  | Seggio di coalizione | 1     |                                       |       |       |       |
|                                 | Aurora Alma Maria Impiombato Andreani | 1 207                | 21,49 | Cambiamo Insieme!                     | 679   | 13,15 | 1     |
| Progetto Vimodrone              | Aurora Alma Maria Impiombato Andreani | 1 207                | 21,49 | 399                                   | 7,73  | 1     |       |
| Seggio di coalizione            | Seggio di coalizione                  | Seggio di coalizione | 1     |                                       |       |       |       |
|                                 | Silvio Sanfilippo                     | 177                  | 3,15  | Per l'Italia con Paragone Italexit    | 171   | 3,31  | –     |
| Totale                          | Totale                                | 5 617                | 100   |                                       | 5 164 | 100   | 16    |

1. ↑  Iscritto al Partito Democratico (cfr. https://lamilano.it/politica/vimodrone-il-sindaco-dario-veneroni-si-ricandida-nel-ruolo-di-primo-cittadino-sostenuto-anche-dal-movimento-5-stelle/)
2. ↑  Include candidati del Partito Democratico (cfr. https://www.milanotoday.it/politica/elezioni-comunali-2022/candidati-sindaci-liste-vimodrone.html)
3. ↑  Lista apartitica sostenuta esternamente da Italia Viva, Azione e Partito Socialista Italiano (cfr. https://www.fuoridalcomune.it/2022/04/vimodrone-nasce-cambiamo-insieme-la-nuova-lista-civica-che-corre-alle-prossime-elezioni/)

## Provincia di Monza e della Brianza

### Cesano Maderno
| Candidati                            | Candidati                              | II turno             | II turno        | I turno | I turno | Liste                | Voti   | %     | Seggi |
| Candidati                            | Candidati                              | Voti                 | %               | Voti    | %       | Liste                | Voti   | %     | Seggi |
| ------------------------------------ | -------------------------------------- | -------------------- | --------------- | ------- | ------- | -------------------- | ------ | ----- | ----- |
|                                      | Gianpiero Bocca Accede al ballottaggio | 5 566                | 53,94           | 6 609   | 49,91   | Partito Democratico  | 2 181  | 17,17 | 5     |
| Vivi Cesano                          | Gianpiero Bocca Accede al ballottaggio | 5 566                | 53,94           | 6 609   | 49,91   | 2 056                | 16,19  | 5     |       |
| Passione Civica x Cesano             | Gianpiero Bocca Accede al ballottaggio | 5 566                | 53,94           | 6 609   | 49,91   | 1 104                | 8,69   | 3     |       |
| Alleanza Civiche                     | Gianpiero Bocca Accede al ballottaggio | 5 566                | 53,94           | 6 609   | 49,91   | 789                  | 6,21   | 2     |       |
| Pensiero Indipendente Cesano Maderno | Gianpiero Bocca Accede al ballottaggio | 5 566                | 53,94           | 6 609   | 49,91   | 257                  | 2,02   | –     |       |
|                                      | Luca Bosio Accede al ballottaggio      | 4 753                | 46,06           | 5 313   | 40,12   | Con Bosio per Cesano | 2 549  | 20,07 | 4     |
| Fratelli d'Italia                    | Luca Bosio Accede al ballottaggio      | 4 753                | 46,06           | 5 313   | 40,12   | 1 201                | 9,45   | 1     |       |
| Lega Salvini Lombardia               | Luca Bosio Accede al ballottaggio      | 4 753                | 46,06           | 5 313   | 40,12   | 1 048                | 8,25   | 1     |       |
| Unione di Centro                     | Luca Bosio Accede al ballottaggio      | 4 753                | 46,06           | 5 313   | 40,12   | 235                  | 1,85   | –     |       |
| Seggio di coalizione                 | Seggio di coalizione                   | Seggio di coalizione | 46,06           | 5 313   | 40,12   | 1                    |        |       |       |
|                                      | Michele Santoro                        | Michele Santoro      | Michele Santoro | 1 321   | 9,98    | Forza Italia         | 1 283  | 10,10 | 1     |
| Seggio di coalizione                 | Seggio di coalizione                   | Seggio di coalizione | Michele Santoro | 1 321   | 9,98    | 1                    |        |       |       |
| Totale                               | Totale                                 | 10 319               | 100             | 13 243  | 100     |                      | 12 703 | 100   | 24    |

### Lentate sul Seveso
| Candidati             | Candidati                               | Voti                 | %     | Liste                  | Voti  | %     | Seggi |
| --------------------- | --------------------------------------- | -------------------- | ----- | ---------------------- | ----- | ----- | ----- |
|                       | Laura Cristina Paola Ferrari ✔️ Sindaco | 3 836                | 67,03 | Lega Salvini Lombardia | 1 655 | 30,82 | 5     |
| Forza Italia          | Laura Cristina Paola Ferrari ✔️ Sindaco | 3 836                | 67,03 | 1 120                  | 20,86 | 4     |       |
| Fratelli d'Italia     | Laura Cristina Paola Ferrari ✔️ Sindaco | 3 836                | 67,03 | 817                    | 15,21 | 2     |       |
|                       | Marco Mondelli                          | 1 887                | 32,97 | Partito Democratico    | 1 201 | 22,36 | 3     |
| Cittadini per Lentate | Marco Mondelli                          | 1 887                | 32,97 | 577                    | 10,74 | 1     |       |
| Seggio di coalizione  | Seggio di coalizione                    | Seggio di coalizione | 32,97 | 1                      |       |       |       |
| Totale                | Totale                                  | 5 723                | 100   |                        | 5 370 | 100   | 16    |

### Lissone
| Candidati                          | Candidati                | Voti                 | %     | Liste               | Voti   | %     | Seggi |
| ---------------------------------- | ------------------------ | -------------------- | ----- | ------------------- | ------ | ----- | ----- |
|                                    | Laura Borello ✔️ Sindaco | 8 292                | 50,36 | Forza Italia        | 2 242  | 14,66 | 5     |
| Fratelli d'Italia                  | Laura Borello ✔️ Sindaco | 8 292                | 50,36 | 2 211               | 14,46  | 4     |       |
| Lega Salvini Lombardia             | Laura Borello ✔️ Sindaco | 8 292                | 50,36 | 1 905               | 12,46  | 4     |       |
| Lissone in Movimento               | Laura Borello ✔️ Sindaco | 8 292                | 50,36 | 1 063               | 6,95   | 2     |       |
| Per Lissone Oggi                   | Laura Borello ✔️ Sindaco | 8 292                | 50,36 | 347                 | 2,27   | –     |       |
|                                    | Antonio Erba             | 6 436                | 39,08 | Partito Democratico | 1 817  | 11,88 | 2     |
| Listone Lista Civica               | Antonio Erba             | 6 436                | 39,08 | 1 585               | 10,37  | 2     |       |
| Vivi Lissone                       | Antonio Erba             | 6 436                | 39,08 | 960                 | 6,28   | 1     |       |
| Riformisti per Lissone             | Antonio Erba             | 6 436                | 39,08 | 913                 | 5,97   | 1     |       |
| Lissone al Centro                  | Antonio Erba             | 6 436                | 39,08 | 633                 | 4,14   | 1     |       |
| Seggio di coalizione               | Seggio di coalizione     | Seggio di coalizione | 39,08 | 1                   |        |       |       |
|                                    | Lino Fossati             | 759                  | 4,61  | Prima Lissone       | 391    | 2,56  | –     |
| Per l'Italia con Paragone Italexit | Lino Fossati             | 759                  | 4,61  | 313                 | 2,05   | –     |       |
| Seggio di coalizione               | Seggio di coalizione     | Seggio di coalizione | 4,61  | 1                   |        |       |       |
|                                    | Fabrizio Cortesi         | 586                  | 3,56  | Europa Verde        | 539    | 3,53  | –     |
|                                    | Pier Marco Fossati       | 394                  | 2,39  | Movimento 5 Stelle  | 370    | 2,42  | –     |
| Totale                             | Totale                   | 16 467               | 100   |                     | 15 289 | 100   | 24    |

### Meda
| Candidati                   | Candidati                    | Voti                 | %     | Liste                              | Voti  | %     | Seggi |
| --------------------------- | ---------------------------- | -------------------- | ----- | ---------------------------------- | ----- | ----- | ----- |
|                             | Luca Santambrogio ✔️ Sindaco | 5 630                | 68,50 | Lista Civica Santambrogio Sindaco  | 1 872 | 25,47 | 5     |
| Lega Salvini Lombardia      | Luca Santambrogio ✔️ Sindaco | 5 630                | 68,50 | 1 377                              | 18,73 | 3     |       |
| Fratelli d'Italia           | Luca Santambrogio ✔️ Sindaco | 5 630                | 68,50 | 1 063                              | 14,46 | 3     |       |
| Forza Italia                | Luca Santambrogio ✔️ Sindaco | 5 630                | 68,50 | 603                                | 8,20  | 1     |       |
|                             | Marcello Proserpio           | 1 673                | 20,36 | Partito Democratico                | 1 079 | 14,68 | 2     |
| Lista Civica Medaperta      | Marcello Proserpio           | 1 673                | 20,36 | 294                                | 4,00  | –     |       |
| Sinistra e Ambiente Impulsi | Marcello Proserpio           | 1 673                | 20,36 | 197                                | 2,68  | –     |       |
| Seggio di coalizione        | Seggio di coalizione         | Seggio di coalizione | 20,36 | 1                                  |       |       |       |
|                             | Cesarina Delpero             | 763                  | 9,28  | Polo Civico per Meda               | 722   | 9,82  | –     |
| Seggio di coalizione        | Seggio di coalizione         | Seggio di coalizione | 9,28  | 1                                  |       |       |       |
|                             | Antonino Villante            | 153                  | 1,86  | Per l'Italia con Paragone Italexit | 144   | 1,96  | –     |
| Totale                      | Totale                       | 8 219                | 100   |                                    | 7 351 | 100   | 16    |

### Monza
| Candidati                                 | Candidati                            | II turno                | II turno                | I turno | I turno | Liste                                    | Voti   | %     | Seggi |
| Candidati                                 | Candidati                            | Voti                    | %                       | Voti    | %       | Liste                                    | Voti   | %     | Seggi |
| ----------------------------------------- | ------------------------------------ | ----------------------- | ----------------------- | ------- | ------- | ---------------------------------------- | ------ | ----- | ----- |
|                                           | Paolo Pilotto Accede al ballottaggio | 18 307                  | 51,21                   | 17 767  | 40,08   | Partito Democratico                      | 10 694 | 25,70 | 15    |
| Pilotto Sindaco                           | Paolo Pilotto Accede al ballottaggio | 18 307                  | 51,21                   | 17 767  | 40,08   | 2 000                                    | 4,81   | 2     |       |
| LabMonza                                  | Paolo Pilotto Accede al ballottaggio | 18 307                  | 51,21                   | 17 767  | 40,08   | 1 477                                    | 3,55   | 2     |       |
| Azione con Calenda                        | Paolo Pilotto Accede al ballottaggio | 18 307                  | 51,21                   | 17 767  | 40,08   | 899                                      | 2,16   | 1     |       |
| Italia Viva - Partito Socialista Italiano | Paolo Pilotto Accede al ballottaggio | 18 307                  | 51,21                   | 17 767  | 40,08   | 693                                      | 1,67   | –     |       |
| Possibile                                 | Paolo Pilotto Accede al ballottaggio | 18 307                  | 51,21                   | 17 767  | 40,08   | 566                                      | 1,36   | –     |       |
| Europa Verde                              | Paolo Pilotto Accede al ballottaggio | 18 307                  | 51,21                   | 17 767  | 40,08   | 452                                      | 1,09   | –     |       |
|                                           | Dario Allevi Accede al ballottaggio  | 17 445                  | 48,79                   | 20 891  | 47,12   | Forza Italia                             | 6 790  | 16,32 | 4     |
| Fratelli d'Italia                         | Dario Allevi Accede al ballottaggio  | 17 445                  | 48,79                   | 20 891  | 47,12   | 4 994                                    | 12,00  | 3     |       |
| Noi con Dario Allevi                      | Dario Allevi Accede al ballottaggio  | 17 445                  | 48,79                   | 20 891  | 47,12   | 4 363                                    | 10,49  | 2     |       |
| Lega Salvini Lombardia                    | Dario Allevi Accede al ballottaggio  | 17 445                  | 48,79                   | 20 891  | 47,12   | 3 312                                    | 7,96   | 1     |       |
| Seggio di coalizione                      | Seggio di coalizione                 | Seggio di coalizione    | 48,79                   | 20 891  | 47,12   | 1                                        |        |       |       |
|                                           | Paolo Piffer                         | Paolo Piffer            | Paolo Piffer            | 2 562   | 5,78    | Civica Mente con Piffer Sindaco (A)      | 2 408  | 5,79  | –     |
| Seggio di coalizione                      | Seggio di coalizione                 | Seggio di coalizione    | Paolo Piffer            | 2 562   | 5,78    | 1                                        |        |       |       |
|                                           | Ambrogio Moccia                      | Ambrogio Moccia         | Ambrogio Moccia         | 883     | 1,99    | Movimento per Monza (B)                  | 860    | 2,07  | –     |
|                                           | Daniela Maria Brambilla              | Daniela Maria Brambilla | Daniela Maria Brambilla | 828     | 1,87    | Per l'Italia con Paragone Italexit       | 768    | 1,85  | –     |
|                                           | Alberto Mariani                      | Alberto Mariani         | Alberto Mariani         | 660     | 1,49    | Grande Nord                              | 605    | 1,45  | –     |
|                                           | Carlo Chierico                       | Carlo Chierico          | Carlo Chierico          | 248     | 0,56    | Ancora Italia - Il Popolo della Famiglia | 242    | 0,58  | –     |
|                                           | Michele Anastasia                    | Michele Anastasia       | Michele Anastasia       | 181     | 0,41    | 3V Verità Libertà                        | 168    | 0,40  | –     |
| Totale                                    | Totale                               | 35 752                  | 100                     | 44 333  | 100     |                                          | 41 605 | 100   | 32    |

La lista contrassegnata con (A) è apparentata al secondo turno con Dario Allevi.'La lista contrassegnata con (B) è apparentata al secondo turno con Paolo Pilotto.

## Provincia di Pavia

### Mortara
| Candidati            | Candidati                              | II turno             | II turno       | I turno | I turno | Liste                  | Voti  | %     | Seggi |
| Candidati            | Candidati                              | Voti                 | %              | Voti    | %       | Liste                  | Voti  | %     | Seggi |
| -------------------- | -------------------------------------- | -------------------- | -------------- | ------- | ------- | ---------------------- | ----- | ----- | ----- |
|                      | Ettore Gerosa Accede al ballottaggio   | 3 488                | 75,04          | 2 577   | 43,00   | Fratelli d'Italia      | 1 191 | 21,74 | 6     |
| ViviAmo Mortara      | Ettore Gerosa Accede al ballottaggio   | 3 488                | 75,04          | 2 577   | 43,00   | 903                    | 16,48 | 4     |       |
| Insieme... Si Può!   | Ettore Gerosa Accede al ballottaggio   | 3 488                | 75,04          | 2 577   | 43,00   | 146                    | 2,66  | 1     |       |
|                      | Luigi Tarantola Accede al ballottaggio | 1 160                | 24,96          | 1 621   | 27,05   | Lega Salvini Lombardia | 998   | 18,22 | 2     |
| Forza Italia         | Luigi Tarantola Accede al ballottaggio | 1 160                | 24,96          | 1 621   | 27,05   | 352                    | 6,42  | –     |       |
| Mortara al Centro    | Luigi Tarantola Accede al ballottaggio | 1 160                | 24,96          | 1 621   | 27,05   | 273                    | 4,98  | –     |       |
| Seggio di coalizione | Seggio di coalizione                   | Seggio di coalizione | 24,96          | 1 621   | 27,05   | 1                      |       |       |       |
|                      | Marco Barbieri                         | Marco Barbieri       | Marco Barbieri | 1 194   | 19,92   | Partito Democratico    | 654   | 11,94 | 1     |
| Movimento 5 Stelle   | Marco Barbieri                         | Marco Barbieri       | Marco Barbieri | 1 194   | 19,92   | 224                    | 4,09  | –     |       |
| Mortara 4.0          | Marco Barbieri                         | Marco Barbieri       | Marco Barbieri | 1 194   | 19,92   | 186                    | 3,39  | –     |       |
| Seggio di coalizione | Seggio di coalizione                   | Seggio di coalizione | Marco Barbieri | 1 194   | 19,92   | 1                      |       |       |       |
|                      | Giuseppe Abbà                          | Giuseppe Abbà        | Giuseppe Abbà  | 601     | 10,03   | Rifondazione Comunista | 552   | 10,07 | –     |
| Seggio di coalizione | Seggio di coalizione                   | Seggio di coalizione | Giuseppe Abbà  | 601     | 10,03   | 1                      |       |       |       |
| Totale               | Totale                                 | 4 648                | 100            | 5 993   | 100     |                        | 5 479 | 100   | 16    |

## Provincia di Varese

### Cassano Magnago
| Candidati              | Candidati                               | II turno             | II turno        | I turno | I turno | Liste                                                   | Voti  | %     | Seggi |
| Candidati              | Candidati                               | Voti                 | %               | Voti    | %       | Liste                                                   | Voti  | %     | Seggi |
| ---------------------- | --------------------------------------- | -------------------- | --------------- | ------- | ------- | ------------------------------------------------------- | ----- | ----- | ----- |
|                        | Pietro Ottaviani Accede al ballottaggio | 3 461                | 65,60           | 3 070   | 35,61   | Lista Civica Poliseno                                   | 2 349 | 28,24 | 6     |
| Fratelli d'Italia      | Pietro Ottaviani Accede al ballottaggio | 3 461                | 65,60           | 3 070   | 35,61   | 580                                                     | 6,97  | 1     |       |
|                        | Osvaldo Coghi Accede al ballottaggio    | 1 815                | 34,40           | 1 756   | 20,37   | Forza Italia                                            | 878   | 10,56 | 1     |
| Lega Salvini Lombardia | Osvaldo Coghi Accede al ballottaggio    | 1 815                | 34,40           | 1 756   | 20,37   | 810                                                     | 9,74  | 1     |       |
| Seggio di coalizione   | Seggio di coalizione                    | Seggio di coalizione | 34,40           | 1 756   | 20,37   | 1                                                       |       |       |       |
|                        | Tommaso Police                          | Tommaso Police       | Tommaso Police  | 1 617   | 18,75   | Partito Democratico - Indipendenti - Azione con Calenda | 1 601 | 19,25 | 1     |
| Seggio di coalizione   | Seggio di coalizione                    | Seggio di coalizione | Tommaso Police  | 1 617   | 18,75   | 1                                                       |       |       |       |
|                        | Rocco Dabraio                           | Rocco Dabraio        | Rocco Dabraio   | 1 373   | 15,92   | Progetto Cassano 2032 (A)                               | 1 325 | 15,93 | 2     |
| Seggio di coalizione   | Seggio di coalizione                    | Seggio di coalizione | Rocco Dabraio   | 1 373   | 15,92   | 1                                                       |       |       |       |
|                        | Stefania Passiu                         | Stefania Passiu      | Stefania Passiu | 806     | 9,35    | Cassano Futura                                          | 775   | 9,32  | –     |
| Seggio di coalizione   | Seggio di coalizione                    | Seggio di coalizione | Stefania Passiu | 806     | 9,35    | 1                                                       |       |       |       |
| Totale                 | Totale                                  | 5 276                | 100             | 8 622   | 100     |                                                         | 8 318 | 100   | 16    |